# Sortino
Sortino es una localidad italiana situada en el consorcio comunal libre (en italiano, libero consorzio comunale) de Siracusa, en Sicilia. Tiene una población estimada, a fines de mayo de 2022, de 8266 habitantes.
Es conocida por la producción de miel.

## Geografía
La localidad está situada a unos 34 kilómetros al noroeste de Siracusa, en el valle del Anapo.
La necrópolis de Pantalica (Buntarigah = grutas) es uno de los testimonios históricos más conocidos de la ciudad. Está compuesta de cinco mil grutas que fueron excavadas por varias generaciones de homínidos, quizás por los primeros hombres de Neanderthal, seguramente por los primeros sapiens del paleolítico y el neolítico. La obra fue terminada en tiempos prehistóricos por la civilización pantalica, que las reutilizó como tumbas.
Los acontecimientos que acompañaron a la ciudad de Sortino en la Edad Media están ligados a la familia noble Moncada y luego a los herederos de Modica (1477).
El feudo de Sortino fue comprado por la familia Baroni Gaetani, originaria de Toscana, cuyo progenitor se había mudado a Palermo en busca de fama y fortuna.
Los Gaetani serán, durante más de tres siglos, los principales protagonistas de la historia, no solo de Sortino, sino de toda la provincia de Siracusa. Emblemática fue la ayuda que Pietro Gaetani brindó a la reconstrucción Gaetani en la colina de Aita, donde aún se encuentra, después del devastador terremoto de 1693, que azotó toda la costa oriental de Sicilia.

## Evolución demográfica
| Gráfica de evolución demográfica de Sortino entre 1861 y 2022 |
|                                                               |
| Fuente: ISTAT - Elaboración gráfica por parte de Wikipedia    |

## Monumentos
- Iglesia de San Juan Bautista

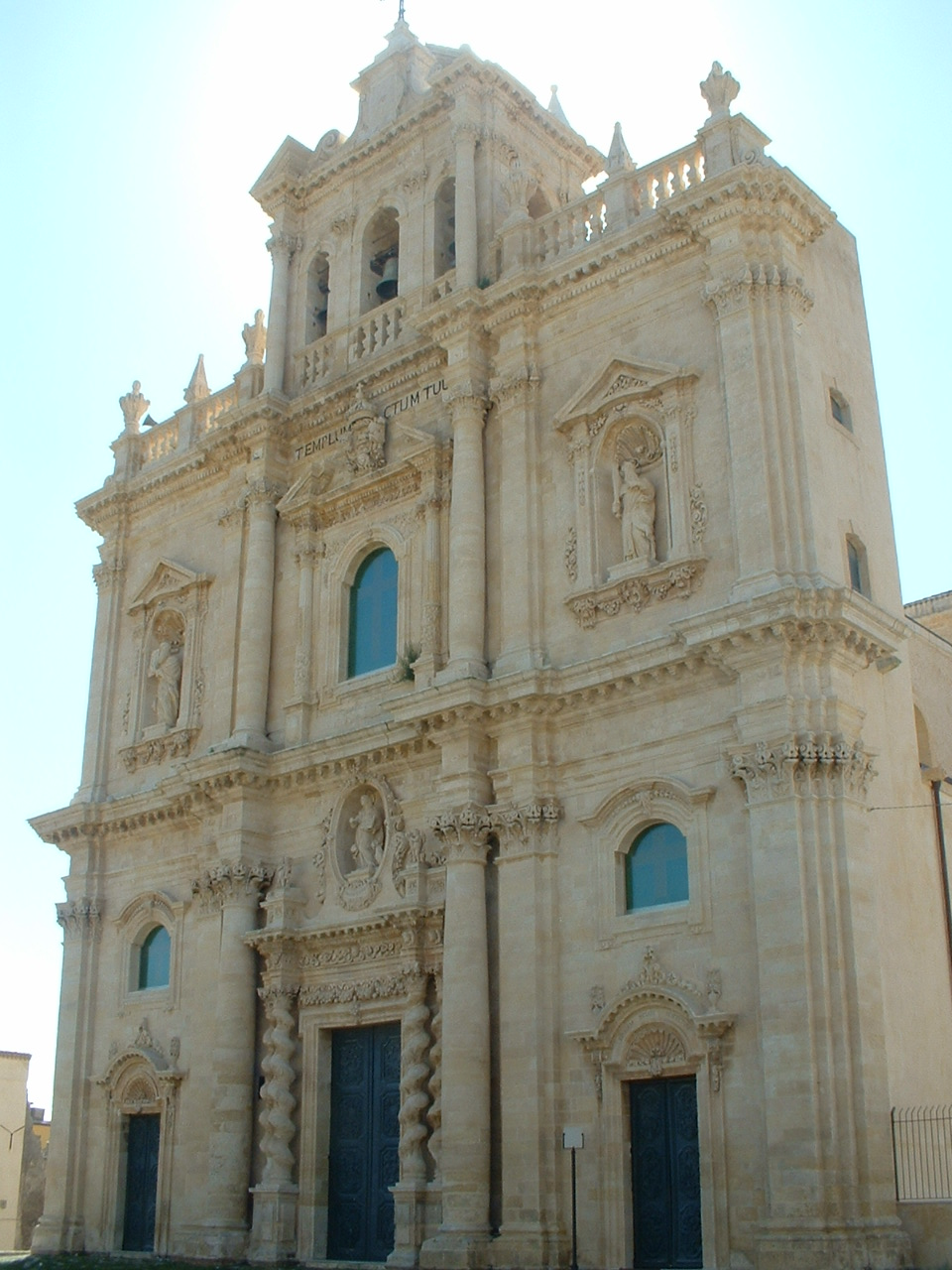
Iglesia de San Juan Evangelista

- Iglesia de Santa Sofía Virgen y Mártir
- Iglesia de las Almas del Purgatorio
- Iglesia de San Sebastián
- Iglesia de la Natividad
- Iglesia de la Anunciación
- Iglesia de Nuestra Señora del Carmelo
- Iglesia de San Francisco de Asís
- Convento de los Capuchinos

## Fiestas
- Fiesta de Santa Sofía (patrona del lugar), desde el 10 al 17 de septiembre;
- Festival de la miel, importante evento que tradicionalmente se celebra el primer domingo de octubre y tiende a potenciar el producto principal de la economía sortinese.

- Copa Val d'Anapo Sortino, cita clásica con la pasión por la contrarreloj de automóviles. Se lleva a cabo a mediados de octubre y parte desde la estación a la entrada de Sortino. Este evento ha alcanzado ya su 36.ª edición, después de una pausa de 16 años.

## Productos
- La miel

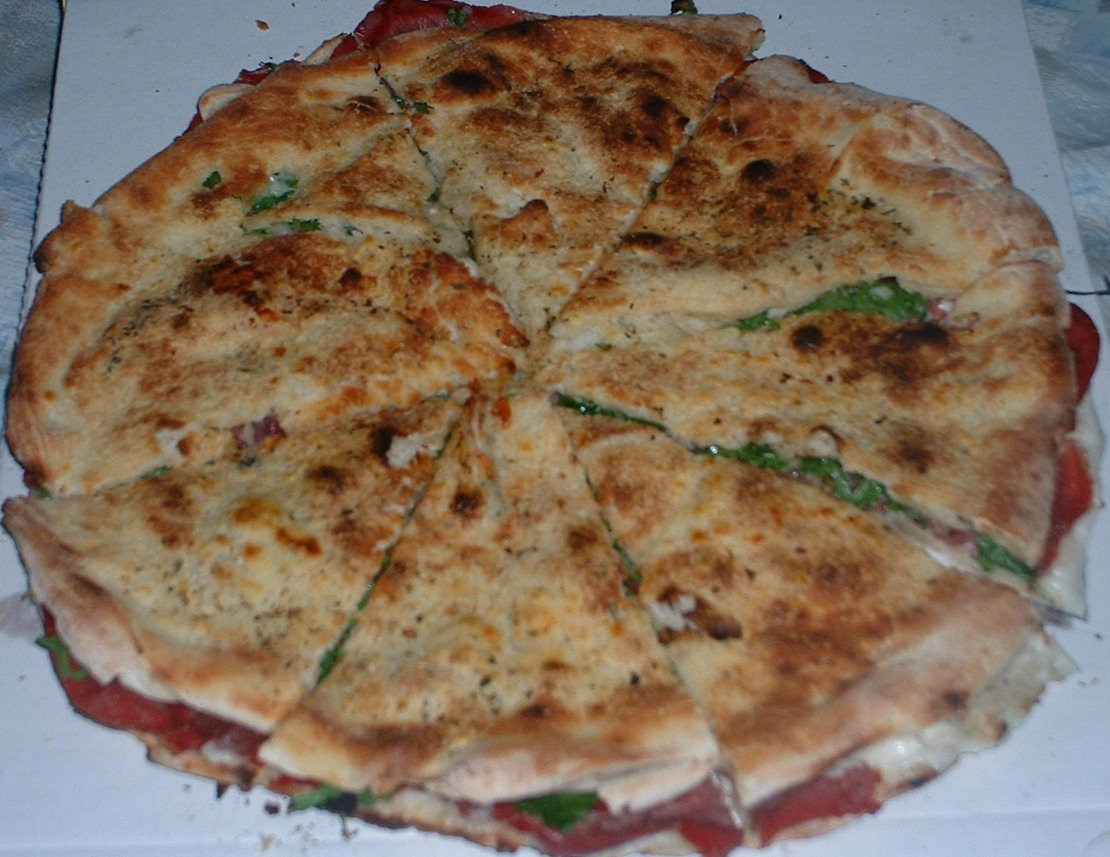
El pizzolo, un producto típico de Sortino

Virgilio ya habla de la miele ibleo y la larga tradición de producción de miel de los sortinesi en las sucesivas generaciones ha llevado a la producción de mieles características, como la de tomillo, la de eucalipto y las de flores. Incluso los postres que se producían (y producen) en los días de fiestas son a base de miel, como las piretti (galletas duras de harina y miel con una almendra en su interior), los sfingi o sfinci (pequeña masa de pasta leudada. después frita y sazonada con miel cruda) y los sanfurricchi (caramelos de miel cocidos, trabajados para incorporar aire, endurecidos y luego cortados en pequeños trozos).
Otro producto del cual pocos individuos tienen el secreto es un licor de miel llamado spiritu re fascitrari, producido por la destilación de agua derivada de la disolución de la cera (que contiene muchos residuos azucarados y miel), posteriormente fermentada y destilada. Puede consumirse también el producto "blanco", pero la tradición hace que se prefiera el cunzatu (sazonado) con miel cocida a fuego lento durante varias horas.
- El pizzolo